# Eudioctria brevis
Eudioctria brevis är en tvåvingeart som först beskrevs av Banks 1917.  Eudioctria brevis ingår i släktet Eudioctria och familjen rovflugor. Inga underarter finns listade i Catalogue of Life.